# Sar Hawza
Sar Hawza (persiska: سرحوضه), eller Sar Rawza (سرروضه), är ett distrikt i Afghanistan. Det ligger i provinsen Paktika, i den östra delen av landet, 160 kilometer söder om huvudstaden Kabul.
Distriktet beräknades år 2022 ha cirka 38 000 invånare.